# Puente de Wearmouth
El puente de Wearmouth es un puente en arco de tablero pasante a través del río Wear en Sunderland. Es el último puente sobre el río antes de su desembocadura en el mar del Norte.

## Puente original
El puente de Wearmouth original fue diseñado por Thomas Paine e inaugurado en 1796. Se reparó en 1805; y fue reconstruido por Robert Stephenson entre 1857 y 1859.

## Historia
Para dar cabida al creciente volumen de tráfico, la construcción del puente actual comenzó en 1927. Fue diseñado por Mott, Hay and Anderson y fabricado por la famosa empresa constructora de puentes Sir William Arrol & Co. en sus talleres de Dalmarnock, en Glasgow, (que también construyeron el famoso puente de Forth y la estructura de acero del puente de la Torre de Londres). El nuevo puente se construyó junto al anterior para permitir que la carretera permaneciera en servicio. Fue inaugurado el 31 de octubre de 1929 por el duque de York (que luego se convertiría en el rey Jorge VI).
El costo del puente ascendió a 231.943 libras esterlinas, de las que 12.000 se gastaron en desmantelar el puente viejo.
El puente ferroviario de Monkwearmouth contiguo se construyó en 1879, y permitió extender el ferrocarril hacia el sur desde Monkwearmouth hasta el centro de Sunderland.
El puente da paso a la carretera A183 entre Chester-le-Street y South Shields, cuyo recorrido coincide en esta zona con el de la carretera A1018, que era la antigua ruta de la A19 hasta que se construyó el desvío que conduce al túnel del Tyne. Es una estructura catalogada como monumento clasificado del Reino Unido.

## Galería

Imágenes del puente de Wearmouth
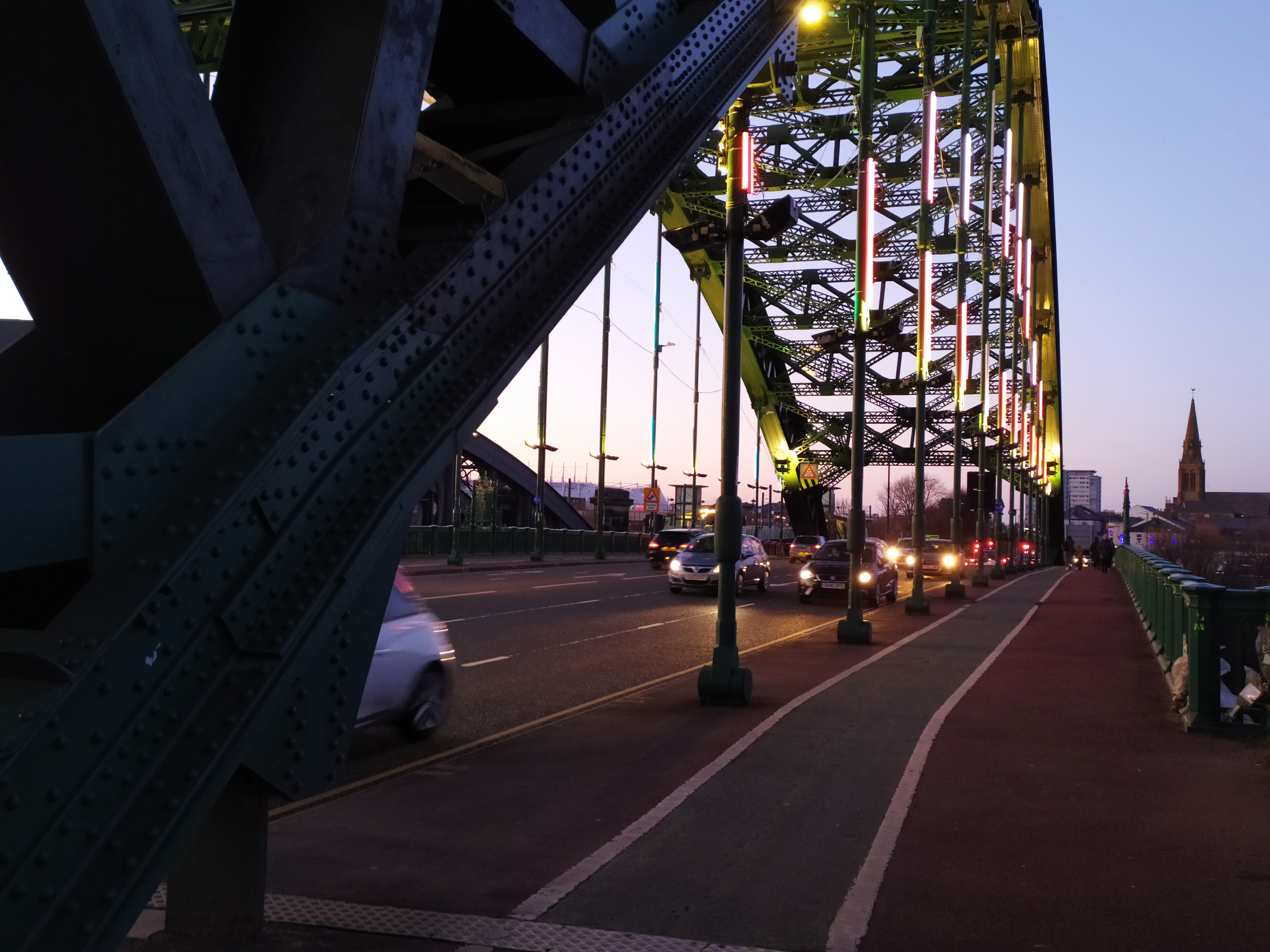
Vista hacia el norte a través del puente de Wearmouth
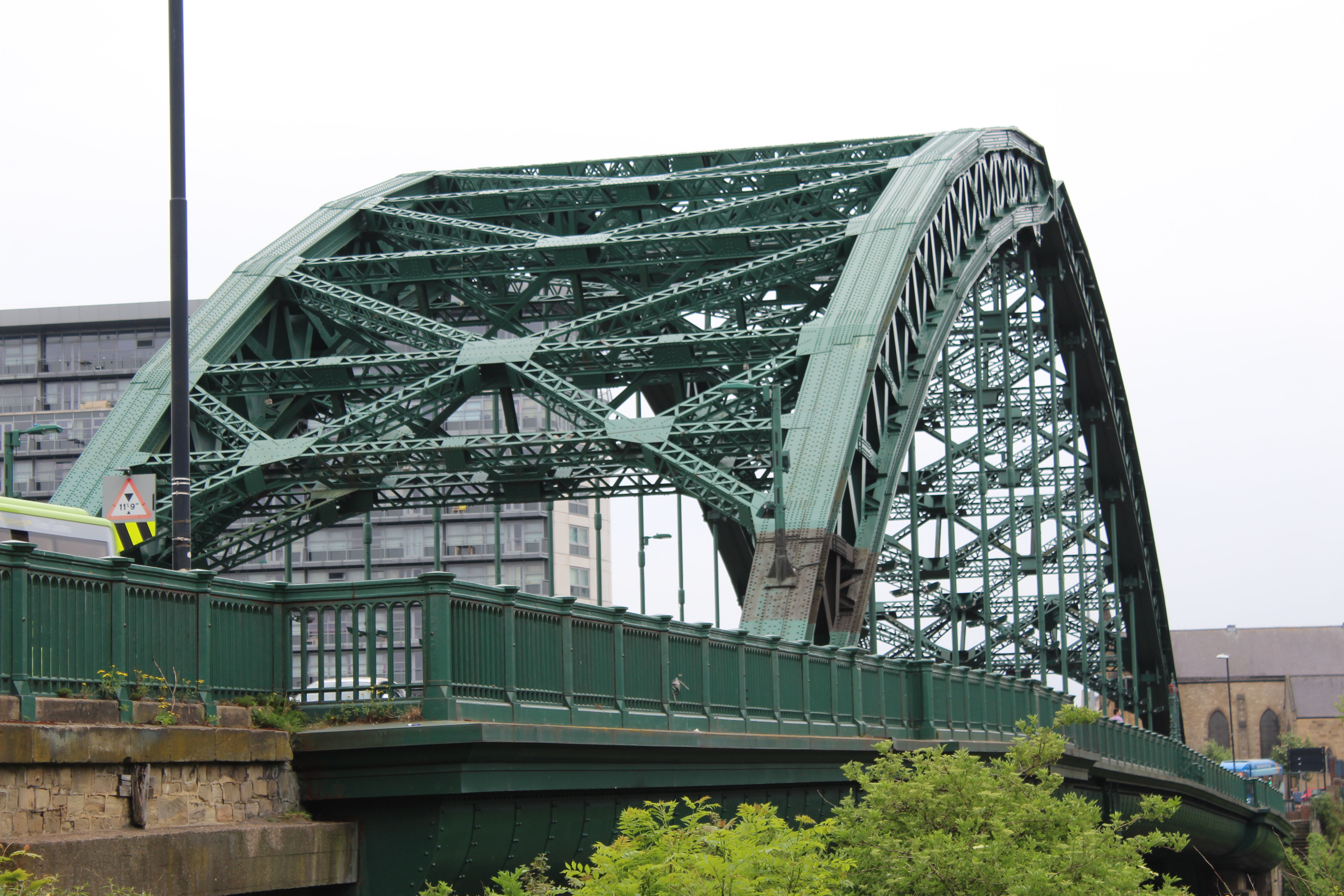
Vista hacia el sur del puente
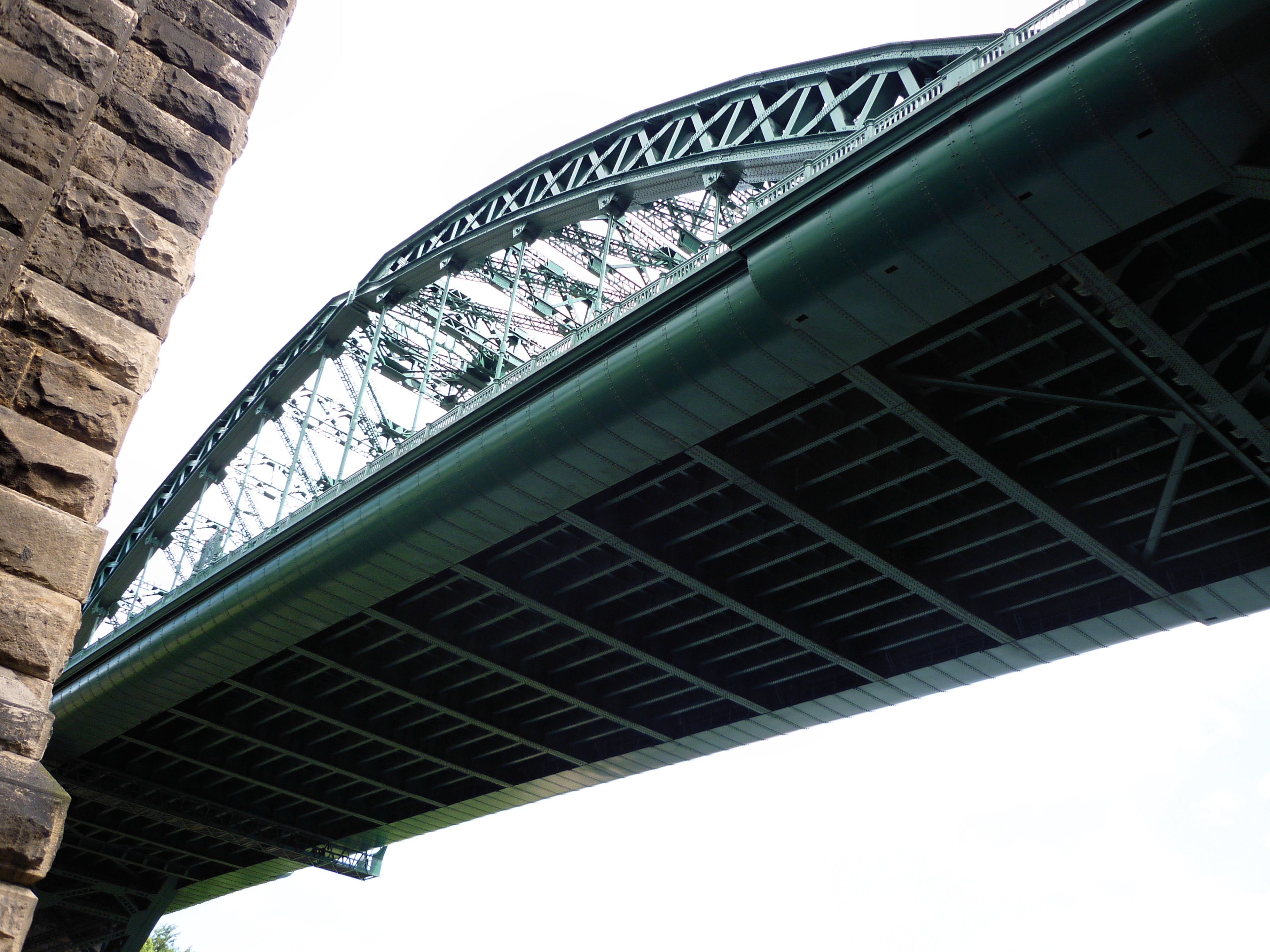
Vista desde abajo